# Cooper T77

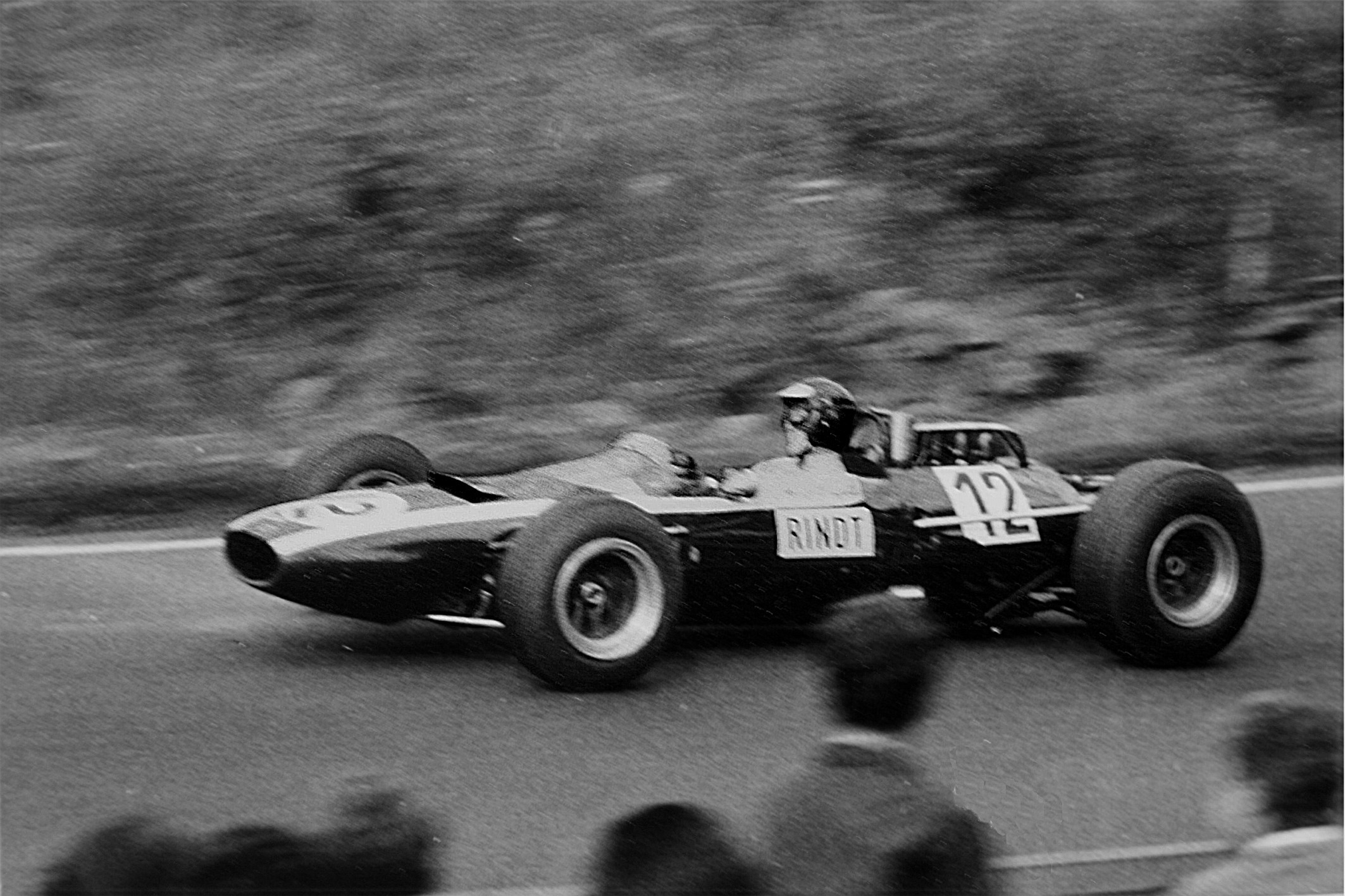
Jochen Rindt su una Cooper T77

La Cooper T77 è una monoposto di Formula 1 realizzata dalla scuderia britannica Cooper per partecipare al Campionato mondiale di Formula 1 1965, guidata da Bruce McLaren e Jochen Rindt.
Nel 1967, Silvio Moser gareggiò nel Gran Premio del Regno Unito su una Cooper T77 equipaggiata con un motore ATS al posto del Coventry Climax, per conto della scuderia privata Charles Vögele Racing.